# (521) Brixia
(521) Brixia ist ein Asteroid des Hauptgürtels, der am 10. Januar 1904 vom US-amerikanischen Astronomen Raymond Smith Dugan in Heidelberg entdeckt wurde.
Benannt ist der Asteroid nach dem lateinischen Namen der italienischen Stadt Brescia.